# Walter Arena
Walter Arena (Catania, 30 maggio 1964) è un marciatore italiano, detentore del record italiano sui 20000 m di marcia su pista con un tempo di 1h19'24"1 ottenuto il 26 maggio 1990 a Fana, in Norvegia.

## Biografia
Distintosi già nelle categorie giovanili, con il titolo di Campione Europeo Juniores nel 1983  vanta 28 presenze nella nazionale italiana dal 1984 al 1997. Il 5 aprile 2012 a Jyväskylä (Finlandia) nella quinta edizione dei Campionati Mondiali indoor Master ha conquistato la medaglia d'oro sui 3 km di marcia. L'atleta ha stabilito con 13'02"11 la migliore prestazione italiana indoor M45, il precedente limite apparteneva a Rosario Petrungaro (13'24"92 nel 2008). Una grande gara quella del nuovo campione mondiale, secondo Miguel Perianez e terzo Dick Gnauck, staccati lo spagnolo di 17"62 e il tedesco di ben 53"19.
Il 19 agosto 2012 ai 18th EUROPEAN VETERANS ATHLETICS CHAMPIONSHIPS al MOSIR ZGORZELEC STADIUM conquista il titolo europeo nella categoria M45 nei 5 km di marcia, con il tempo 23'18"17.
Un oro e un argento ai World Masters Games di Torino 2013, rispettivamente il 4 agosto sui 5 km in 22'39"55 e il 7 agosto sui 10 km di marcia (47'59").
Un bottino di tre medaglie d'oro ai Mondiali Master di Porto Alegre 2013, 22'28"69 sui 5 km, 48'36" sui 10 km e 1.42'08" sui 20 km di marcia. In più un argento a squadre sui 20 km. Nel 2014 stabiliva in pista sui 5 km di marcia la migliore prestazione italiana in 21'21"09, nello stesso anno conquistava la medaglia d'argento sui 5 km in pista agli europei master di Izmir in Turchia.
Nel 2015 agli europei master no stadia di Grosseto conquistava una stupenda medaglia di bronzo nella 30 km su strada e la medaglia d'argento a squadre.
Nel 2016 agli europei indoor di Ancona guadagnava con determinazione una medaglia d'argento individuale sui 3 km indoor, dopo 8 mesi a ottobre del 2016 in occasione dei campionati mondiali master di Perth in Australia, dopo 2 quarti posti individuali sui 5 km in pista e 10 km su strada (argento a squadre), riusciva con tenacia ed esperienza a conquistare la medaglia di bronzo individuale sulla 20 km su strada.

## Record nazionali
- 20 km di marcia: 1h19'24"1[1] ( Fana, 26 maggio 1990)

## Palmarès
| Anno | Manifestazione            | Sede                      | Evento       | Risultato | Prestazione | Note |
| ---- | ------------------------- | ------------------------- | ------------ | --------- | ----------- | ---- |
| 1986 | Europei                   | Stoccarda                 | 20 km marcia | 5º        |             |      |
| 1987 | Coppa del mondo di marcia | New York                  | 20 km marcia | 15º       |             |      |
| 1987 | Mondiali                  | Roma                      | 20 km marcia | dq        | dq          |      |
| 1989 | Coppa del mondo di marcia | L'Hospitalet de Llobregat | 20 km marcia | 7º        |             |      |
| 1989 | Universiadi               | Duisburg                  | 20 km marcia | Oro       |             |      |
| 1990 | Europei                   | Spalato                   | 20 km marcia | 6º        |             |      |
| 1991 | Coppa del mondo di marcia | San Jose                  | 20 km marcia | 6º        |             |      |
| 1991 | Mondiali                  | Tokyo                     | 20 km marcia | 7º        |             |      |
| 1992 | Olimpiadi                 | Barcellona                | 20 km marcia | 18º       |             |      |
| 1993 | Mondiali                  | Stoccarda                 | 20 km marcia | dq        | dq          |      |
| 1995 | Coppa del mondo di marcia | Pechino                   | 20 km marcia | 12º       |             |      |

## Campionati nazionali
1987
- Argento ai campionati italiani assoluti indoor, marcia 5000 m - 19'19"86